# Anekdotenbiografie
Een anekdotenbiografie (Duits: Schwankbiographie) is een verzameling humoristische prozaverhalen over een personage in een rudimentair biografisch verband. In dit literair genre is de hoofdpersoon vaak een pseudo-historische figuur wiens leven wordt verteld beginnend bij de geboorte en eindigend bij de dood, maar zonder veel ontwikkeling daartussen. De held is doorgaans een onafhankelijke buitenstaander die de orde onderuithaalt. Vorsten kregen vooral na hun dood soms anekdotische biografieën als onderdeel van de herinneringscultuur. Het bijeenbrengen van korte verhalen zou een boost hebben gekregen door de Decamerone van Boccaccio. Anekdotenbiografieën waren vooral populair in de eerste eeuw na de uitvinding van de boekdrukkunst. Veel werken uit dit genre zijn uit het Duits in de Nederlandse literatuur terechtgekomen. Grappen werden uitgewisseld tussen verschillende personages.

## Werken
Bekende voorbeelden van anekdotenbiografieën zijn:
- Der Pfaffe Amis
- De pastoor van Kalenberg (oorspronkelijk Philipp Frankfurter, 1480)
- Neithart Fuchs (1491)
- Tijl Uilenspiegel (oorspronkelijk Herman Bote, ca. 1510)
- Aesopus (o.a. Julien Macho, Heinrich Steinhöwel, Gheraert Leeu)
- Vergilius de tovenaar
- Broeder Russche
- Peter Leu
- Claus Narr (Wolfgang Büttner, 1572)
- Hans Clawert (Bartholomäus Krüger, 1587)
- De heerelycke ende vrolycke daeden van keyser Carel den V (Joan de Grieck, 1674 of 1675)

## Voetnoten
1. ↑  Piet Franssen, Virgilius de tovenaar in het genre van de anekdotenbiografie, in: Literatuur, 1995, nr. 2, p. 89. Gearchiveerd op 16 oktober 2021.
2. ↑  Johan Verberckmoes, De geheime uitstapjes van de Spaanse Habsburgvorsten, in: Tijd-Schrift. Heemkunde en lokaal-erfgoedpraktijk in Vlaanderen, 2017, nr. 2, p. 6-19. Gearchiveerd op 16 oktober 2021.